# Monika Beňová
Monika Beňová, née le 15 août 1968, à Bratislava, est une femme politique slovaque, membre de SMER – social-démocratie (SMER-SD).

## Biographie
À la suite de l'adhésion de la Slovaquie à l'Union européenne le 1er mai 2004, elle est devenue députée européenne, après avoir siégé en tant qu'observatrice. Elle a depuis été réélue lors des élections européennes de 2004, de 2009 et de 2014.
Elle fait partie du groupe de l'Alliance progressiste des socialistes et démocrates au Parlement européen. Elle est membre de la commission des libertés civiles, de la justice et des affaires intérieures depuis 2012 et a été membre de la délégation pour les relations avec Israël de 2004 à 2014.
Le 2 juillet 2019, elle est élue 2e questeure du Parlement européen en obtenant 391 voix au 1er tour. Elle est réélue 3e questeure le 18 janvier 2022 avec 487 voix, également au 1er tour. 
Elle est suspendue du groupe S&D, tout comme ses deux collègues eurodéputés slovaques, après que la présidence du PSE ait acté la suspension des partis SMER et HLAS, proches de Robert Fico, étant accusés d’adopter des discours pro-russes, en faveur de l’extrême droite après avoir formé un gouvernement de coalition avec le parti SNS, mais aussi des prises de positions sur "les migrations, l’État de droit, et la communauté LGBTIQ",.
Elle siège désormais dans les non-inscrits, et Victor Negrescu lui succède au poste de questeur.